# Montreux-i egyezmény
A montreux-i egyezmény (teljes nevén Montreux Convention Regarding the Regime of the Straits, azaz „montreux-i egyezmény a tengerszorosok uralmára tekintettel”) nemzetközi hajózási egyezmény, amely szavatolja Törökország számára az ellenőrzési jogok kizárólagosságát a Boszporusz és a Dardanellák tengerszorosok felett hadihajók és ellátóhajók áthaladását tekintve, szabad áthaladást biztosítva a polgári hajók számára békeidőben. Katonai tekintetben elsősorban a nem fekete-tengeri országok hajóit korlátozza. Megkötése 1936-ban történt, azóta rendszeresen előtérbe kerül, elsősorban a Szovjetunió és Oroszország által, akit korlátoz Fekete- és Földközi-tengeri hadászati képességeiben. Ennek a szerződésnek a hozadéka a Moszkva és a Kijev hadihajóosztály is.
Előzménye a lausanne-i jegyzőkönyv (23. cikke), mely már rendezte a tengerszorosok ellenőrzésének kérdését, az abban leírtakat módosította és továbbfejlesztette a montreux-i szerződés, amit 1936. július 20-án írtak alá, kötelezve Törökországot a szorosok demilitarizálására. Hatályba november 9-én lépett és bejegyezte a Népszövetség is, december 11-én. Kis módosításokkal napjainkban is hatályos.
Oroszország kritizálta az USA politikáját a grúziai intervenció idején, mikor szerinte a szerződést megszegve a USS Mount Whitney is áthajózott és kikötött Potiban.

## Az Isztambul-csatorna
2010-től az Erdoğan-kormányok megkezdték egy új Isztambul-csatorna tervezését, melynek nyomvonala a várostól nyugatra futna, és teljes mértékben belföldi víziútnak számítana. Megnyitását (2011-ben) 2023-ra tervezték. A tervet bírálják egyfelől a környezetvédők, másfelől a nemzetközi jogászok, akik a montreux-i egyezmény kijátszását látják benne.

## Fordítás
- Ez a szócikk részben vagy egészben  a   Montreux Convention Regarding the Regime of the Straits című angol Wikipédia-szócikk ezen változatának fordításán alapul.  Az eredeti cikk szerkesztőit annak laptörténete sorolja fel. Ez a jelzés csupán a megfogalmazás eredetét és a szerzői jogokat jelzi, nem szolgál a cikkben szereplő információk forrásmegjelöléseként.